# Osečenica
Osečenica (izvirno srbsko Осеченица) je naselje v Srbiji, ki upravno spada pod Občino Mionica; slednja pa je del Kolubarskega upravnega okraja.
- Osečenica - panorama
- Osečenica - panorama
- Osečenica - panorama
- Osečenica - panorama
- Osečenica - panorama
- Osečenica - panorama

## Demografija
V naselju živi 667 polnoletnih prebivalcev, pri čemer je njihova povprečna starost 44,7 let (44,5 pri moških in 44,9 pri ženskah). Naselje ima 227 gospodinjstev, pri čemer je povprečno število članov na gospodinjstvo 3,50.
To naselje je, glede na rezultate popisa iz leta 2002, večinoma srbsko.
|  |

| Demografija | Demografija     | Demografija     |
| Leto        | Št. prebivalcev | Št. prebivalcev |
| ----------- | --------------- | --------------- |
|             |                 |                 |
|             |                 |                 |
|             |                 |                 |
|             |                 |                 |
| 1948        | 1340            |                 |
| 1953        | 1406            |                 |
| 1961        | 1357            |                 |
| 1971        | 1201            |                 |
| 1981        | 1083            |                 |
| 1991        | 932             | 916             |
| 2002        | 798             | 795             |
|             |                 |                 |

| Etnična sestava po popisu iz leta 2002 | Etnična sestava po popisu iz leta 2002 | Etnična sestava po popisu iz leta 2002 | Etnična sestava po popisu iz leta 2002 | Etnična sestava po popisu iz leta 2002 |
| -------------------------------------- | -------------------------------------- | -------------------------------------- | -------------------------------------- | -------------------------------------- |
| Srbi                                   | Srbi                                   |                                        | 790                                    | 99,37%                                 |
| Črnogorci                              | Črnogorci                              |                                        | 1                                      | 0,12%                                  |
| Muslimani                              | Muslimani                              |                                        | 1                                      | 0,12%                                  |
| Neznano                                | Neznano                                |                                        | 2                                      | 0,25%                                  |